# Benacazón
Benacazón es un municipio español de la provincia de Sevilla, Andalucía. Su población es de 7358 habitantes (INE 2024).

## Geografía física

### Localidades limítrofes
Benacazón limita al norte con Sanlúcar la Mayor, al oeste con Aznalcázar y con Huevar del Aljarafe, al este con Umbrete y al sur con Bollullos de la Mitación
| Noroeste: Sanlúcar la Mayor y Huévar del Aljarafe | Norte: Sanlúcar la Mayor                   | Noreste: Sanlúcar la Mayor y Umbrete |
| Oeste: Huévar del Aljarafe y Aznalcazar           |                                            | Este: Umbrete                        |
| Suroeste Aznalcazar                               | Sur: Aznalcazar y Bollullos de la Mitación | Sureste: Bollullos de la Mitación    |

## Historia
Benacazón fue fundada en la época romana como una aldea campesina. No obstante, se han encontrado en el municipio vestigios de finales de la Edad de Bronce. La presencia romana en Benacazón fue evidente tras el hallazgo de restos de edificios, tejas y ladrillos que estaban entremezclados con la tierra de labor.
Pero el actual nombre de esta población data de la etapa musulmana. Al parecer la denominación de Benacazón procede de un árabe destacado (Qassum), que fundó una alquería y vivió en estas tierras, dándole el nombre de Ibn o Ben Qassum (Hijo de Qassum).
Tras la Reconquista, el Rey Fernando III cambió el nombre árabe de Benacazón por el de Celada, pero este no cuajó entre la población y mantuvieron la antigua tradición hasta derivar a su nombre actual. En el año 1250 las tierras de esta localidad fueron adjudicadas a Doña Mayor Arias y al Obispo Don Remondo de Sevilla.
Ya en 1419, Benacazón fue cedido a sus primeros señores Luis Méndez Portocarrero y su esposa, herederos de Doña mayor Arias, y la antigua alquería pasó a constituirse como Villa y Señorío de Benacazón.
Luego, el señorío quedó en manos de la familia Pantoja en 1553 y subordinado a la misma continuó hasta 1810, cuando se suprimieron los señoríos en la región.

## Demografía
Cuenta con una población de 7358 habitantes (INE 2024).
| Gráfica de evolución demográfica de Benacazón entre 1842 y 2021                                                       |
| |
| Población de derecho según los censos de población del INE. Población de hecho según los censos de población del INE. |

## Comunicaciones

### Carreteras

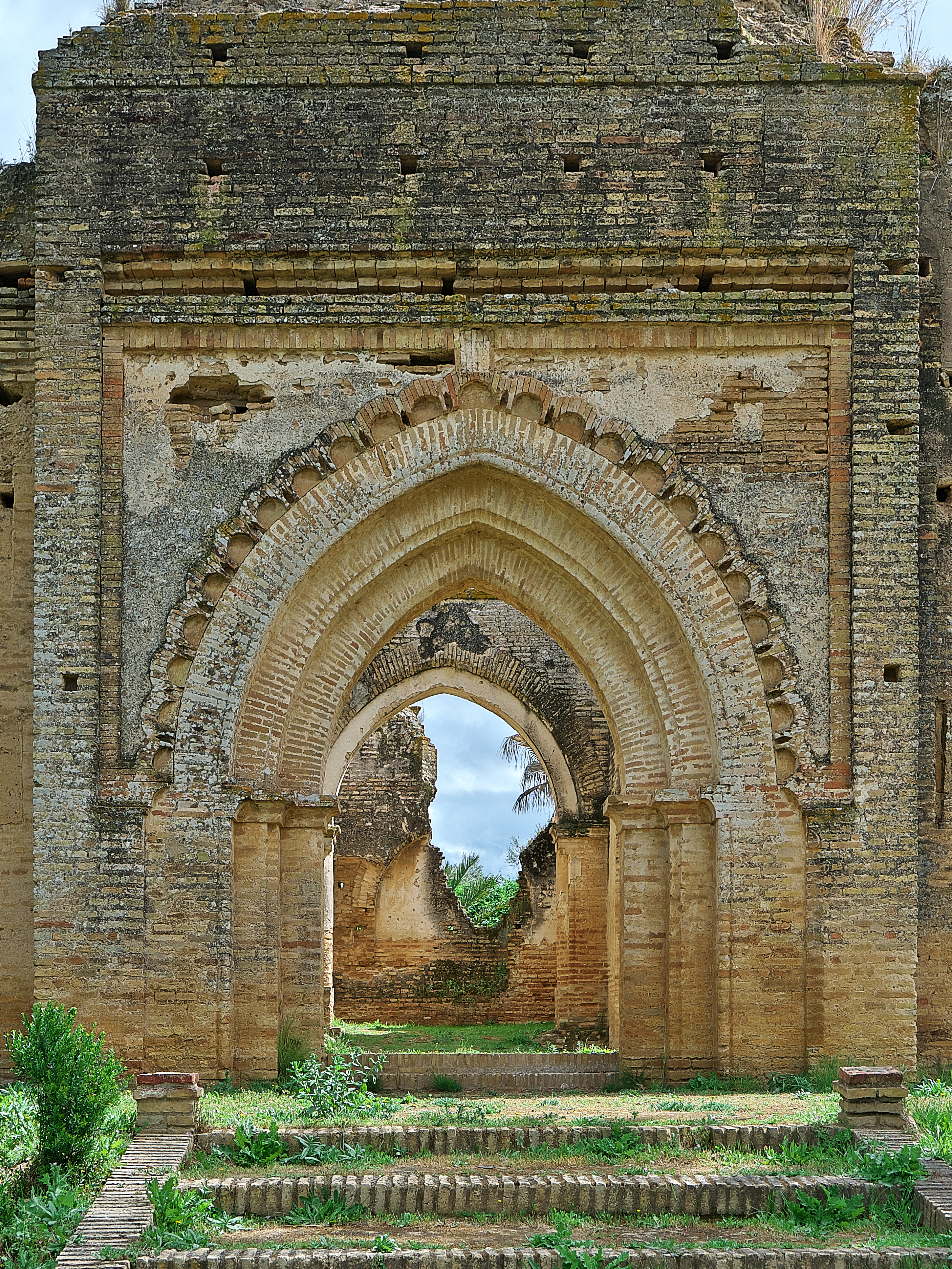
Portada mudéjar de la ermita de Talhara

| Nombre                                                     | Lugar de entrada al pueblo                                            | Lugares a los que va |
| ---------------------------------------------------------- | --------------------------------------------------------------------- | --- |
| A-49 Autovía del V Centenario                              | Norte de la localidad (Salida 16) Noreste de la localidad (Salida 14) | Lleva a Sevilla Huelva y Portugal y a todos los municipios con salida a la A-49 (El municipio cuenta con 2 salidas a la autovía)(14 y 16). |
| A-473 Avenida de Sanlúcar la Mayor y avenida de Aznalcazar | Suroeste y Noroeste de la localidad                                   | A-473 Lleva a Sanlúcar la Mayor y Aznalcazar.                                                                                              |
| SE-3306 Calle Virgen del Rocío                             | Sureste de la localidad                                               | Lleva a Bollullos de la Mitación. |
| SE-3308 Avenida de Andalucía                               | Este de la localidad                                                  | Lleva a Umbrete. |

### Autobús
Por Benacazón pasan dos líneas de autobuses interurbanos del Consorcio de Transportes de Sevilla:
- M-168. Conecta el municipio con la ciudad de Sevilla con parada en la estación de autobuses de Plaza de Armas.
- M-102. Conecta el municipio con el resto de pueblos del Aljarafe. Es una línea circular y no va a Sevilla.

Las paradas que se localizan en el municipio son:
- Av. Pedro de la Rosa (fte. Guardería) [Autobús Directo (Sevilla) y Circular Aljarafe (Sentido A y B)]
- Av. Pedro de la Rosa (esq Cristóbal Ramos Tello) [Autobús Directo (Sevilla) y Circular Aljarafe (Sentido A y B)]
- C/ Antonio Molina (fte. Parque) [Autobús Directo (Sevilla) y Circular Aljarafe (Sentido A y B)]
- C/ San Sebastián (colegio Talhara) [Autobús Directo (Sevilla) y Circular Aljarafe (Sentido A y B)]
- C/ San Sebastián (Roblas) [Autobús por pueblos]
- Hotel Andalusí Park [Autobús Directo (Sevilla) y Circular Aljarafe (Sentido A y B)]
- Estación Cercanías Benacazón [autobús por pueblos]
- C/ La Fuente (Azulejo Cristo de la Vera+Cruz)[autobús por pueblos]
- Plaza Palacio [autobús por pueblos]
- Av. Andalucía (polideportivo y club de petanca) [autobús por pueblos]

### Tren
En el municipio se encuentra una estación de ferrocarriles perteneciente a la línea C-5 del núcleo de Cercanías Sevilla y a la Línea 72 de Media Distancia de Renfe que comunica con Huelva, Sevilla y enlaces con Córdoba, Puertollano, Ciudad Real, Cuenca, Tarragona, Barcelona, Lérida, Valencia, Zaragoza y Madrid. La estación de Benacazón ubicada a 500 m del casco antiguo del municipio.

### Servicio de Taxi
En 2006 se creó el Área de Prestación Conjunta del taxi del Aljarafe que englobó a 31 municipios. Dando lugar al servicio de Taxi Radio Aljarafe que llegó a tener 135 licencias de taxis que podían recoger pasajeros en cualquier pueblo. Actualmente Benacazón sigue dentro de dicha Área.

## Economía

### Evolución de la deuda viva municipal
| Gráfica de evolución de Deuda viva del Ayuntamiento de Benacazón entre 2008 y 2019                                |
| |
| Deuda viva del Ayuntamiento de Benacazón en miles de Euros según datos del Ministerio de Hacienda y Ad. Públicas. |

## Administración y política
| Periodo   | Nombre                                                                                    | Partido                                             |
| --------- | ----------------------------------------------------------------------------------------- | --------------------------------------------------- |
| 1979-1983 | Pedro Morales Vera                                                                        | UCD (may. abs)                                      |
| 1983-1987 | José Manuel Cabrera Ávila                                                                 | PSOE-A (may. abs.)                                  |
| 1987-1991 | José Manuel Cabrera Ávila                                                                 | PSOE-A (may. abs.)                                  |
| 1991-1995 | José Manuel Cabrera Ávila                                                                 | PSOE-A (may. abs.)                                  |
| 1995-1999 | José Manuel Cabrera Ávila                                                                 | PSOE-A (may. abs.)                                  |
| 1999-2003 | Manuel Adame Valero                                                                       | PA (Con PP)                                         |
| 2003-2007 | Manuel Adame Valero                                                                       | PA (con Partido Social de Benacazón)                |
| 2007-2011 | Diego Sánchez Martín (dimisión en febrero de 2009) - Juana María Carmona González         | PSOE-A (may. abs)                                   |
| 2011-2015 | José Antonio Fernández Ortiz (, cesado en mayo de 2012) - Juana María Carmona González () | PP (Con PA) y PSOE-A                                |
| 2015-2019 | Juana María Carmona González                                                              | PSOE-A (con Iniciativa por Benacazón)               |
| 2019-2023 | Juana María Carmona González (, cesada en junio de 2021) - Pedro Oropesa Vega ()          | PSOE-A (Con Adelante) y (con Ciudadanos y Adelante) |
| 2023-act. | Pedro Oropesa Vega                                                                        | PP (con Benacazón Nos Une)                          |

Desde las primeras elecciones municipales democráticas que se celebraron en 1979, Benacazón ha sido gobernada por diferentes partidos y coaliciones de Gobierno. En las Elecciones Municipales de 1983 tomó la alcaldía el Partido Socialista Obrero Español (PSOE) de la mano de José Manuel Cabrera, que gobernó con mayoría absoluta durante 4 mandatos, hasta que en las Elecciones Municipales de 1999, un pujante Partido Andalucista (PA), de la mano de Manuel Adame Valero, consiguió arrebatar la alcaldía mediante una coalición con el Partido Popular (PP). La alcaldía de Manuel Adame Valero duró 8 años, los últimos cuatro haciendo coalición con el Partido Social de Benacazón (PSB), hasta que en las Elecciones Municipales de 2007, Diego Sánchez Martín recuperó la alcaldía para el PSOE gracias a una holgada mayoría absoluta (54.1 % del voto).
A mitad de legislatura, la alcaldía pasó a manos de Juana María Carmona González, tras la dimisión por motivos personales de Diego Sánchez Martín. Tras las Elecciones Municipales de 2011, un nuevo pacto entre Partido Popular (PP) y Partido Andalucista (PA) da la alcaldía al candidato popular José Antonio Fernández Ortiz, mediante gobierno de coalición. Tras desavenencias entre los dos partidos de Gobierno, una moción de censura en mayo de 2012 hace que la alcaldía pase a la candidata Juana María Carmona González (PSOE), el partido más votado.
En las Elecciones Municipales de 2015, el PSOE repite como partido más votado, aunque sin mayoría absoluta, lo que le lleva a un gobierno en minoría durante la mitad de la legislatura, alcanzándose un pacto con Iniciativa por Benacazón (IPB) para la segunda mitad. En las últimas Elecciones Municipales de 2019, el PSOE vuelve a ser el partido más votado, aunque esta vez se llega a un pacto de gobierno con Adelante Benacazón - Izquierda Unida, que hace revalidar la alcaldía a Juana María Carmona González. En julio de 2021, Adelante Benacazón rompe su pacto con el PSOE tras una acusación por parte de la Fiscalía del Juzgado de Sanlúcar la Mayor por un supuesto delito de prevaricación de la representante socialista, por lo que se articula una moción de censura por parte de Adelante Benacazón, PP y Cs, que da con la alcaldía en manos del candidato popular, Pedro Oropesa Vega, hasta las elecciones de 2023.
| Partido político                         | 1999           | 1999           | 1999           | 2003           | 2003           | 2003           | 2007           | 2007           | 2007           | 2011           | 2011           | 2011           | 2015           | 2015           | 2015           | 2019           | 2019           | 2019           |
| Partido político                         | Votos          | %              | Concejales     | Votos          | %              | Concejales     | Votos          | %              | Concejales     | Votos          | %              | Concejales     | Votos          | %              | Concejales     | Votos          | %              | Concejales     |
| Partido Socialista Obrero Español (PSOE) | 1343           | 42.7           | 5              | 1102           | 31.2           | 4              | 1849           | 54.1           | 8              | 1338           | 38.0           | 5              | 1243           | 41.7           | 6              | 1468           | 44.9           | 6              |
| Partido Popular (PP)                     | 579            | 18.4           | 2              | 454            | 12.9           | 2              | 270            | 7.9            | 1              | 934            | 26.5           | 4              | 600            | 20.1           | 3              | 701            | 21.4           | 3              |
| Izquierda Unida - Adelante               | 171            | 5.4            | 0              | 152            | 4.3            | 0              | No se presentó | No se presentó | No se presentó | No se presentó | No se presentó | No se presentó | 393            | 13.2           | 2              | 580            | 17.7           | 2              |
| Partido Andalucista (PA)                 | 1051           | 33.4           | 4              | 1379           | 39.1           | 6              | 907            | 26.5           | 3              | 817            | 23.2           | 3              | 335            | 11.8           | 1              | No se presentó | No se presentó | No se presentó |
| Independiente Benacazón                  | No se presentó | No se presentó | No se presentó | 431            | 12.2           | 1              | 358            | 10.5           | 1              | 325            | 9.2            | 1              | 352            | 11.2           | 1              | No se presentó | No se presentó | No se presentó |
| Ciudadanos (CS)                          | No se presentó | No se presentó | No se presentó | No se presentó | No se presentó | No se presentó | No se presentó | No se presentó | No se presentó | No se presentó | No se presentó | No se presentó | No se presentó | No se presentó | No se presentó | 479            | 14.6           | 2              |

La gestión ejecutiva municipal actual está organizada por áreas de gobierno al frente de las cuales hay un concejal del equipo de gobierno. Cada área de gobierno tiene varias delegaciones en función de las competencias que se le asignan, siendo las de 2019 las siguientes:
| Delegación | Concejal                         | Partido                                  | Retribución Bruta Anual |
| --- | -------------------------------- | ---------------------------------------- | ----------------------- |
| Obras, Servicios y Medio Ambiente                                                                                               | Manuel Ortiz Soriano             | Adelante Benacazón - Izquierda Unida     | 18.000 €                |
| Seguridad Ciudadana, Festejos, Innovación y Nuevas Tecnologías Memoria Histórica y Democrática Transparencia y Gobierno Abierto | Francisco Bernal Pérez           | Partido Socialista Obrero Español (PSOE) | 18.000 €                |
| Economía y Hacienda, Educación, Igualdad y Diversidad Sanidad, Recursos Humanos y Bienestar Social                              | Ana Caro Melero                  | Partido Socialista Obrero Español (PSOE) | 18.000 €                |
| Comunicación e Imagen, Participación Ciudadana, Infancia Coordinación de Áreas y Gobierno Interior                              | Francisco Javier Perejón Sánchez | Partido Socialista Obrero Español (PSOE) | 13.500 €                |
| Urbanismo, Desarrollo Local, Empleo y Turismo                                                                                   | Carmen Pérez Luna                | Partido Socialista Obrero Español (PSOE) | 13.500 €                |
| Deportes | Francisco Javier Muñiz Ordóñez   | Partido Socialista Obrero Español (PSOE) | 8500 €                  |
| Cultura y Juventud | Carmen Rocío Bautista Espinosa   | Adelante Benacazón - Izquierda Unida     | 8500 €                  |

| Cargo de Responsabilidad   | Concejal                     | Partido                                  |
| -------------------------- | ---------------------------- | ---------------------------------------- |
| Alcaldesa                  | Juana María Carmona González | Partido Socialista Obrero Español (PSOE) |
| 1.er Teniente de alcaldesa | Manuel Ortiz Soriano         | Adelante Benacazón - Izquierda Unida     |
| 2.º Teniente de alcaldesa  | Francisco Bernal Pérez       | Partido Socialista Obrero Español (PSOE) |
| 3.ª Teniente de alcaldesa  | Ana Caro Melero              | Partido Socialista Obrero Español (PSOE) |
| 4.ª Teniente de alcaldesa  | Carmen Pérez Luna            | Partido Socialista Obrero Español (PSOE) |

## Educación
El municipio tiene un IES, el IES Virgen del Rosario y 2 colegios: CEIP Nuestra Señora de las Nieves y CEIP Talhara.

## Patrimonio

### Religioso

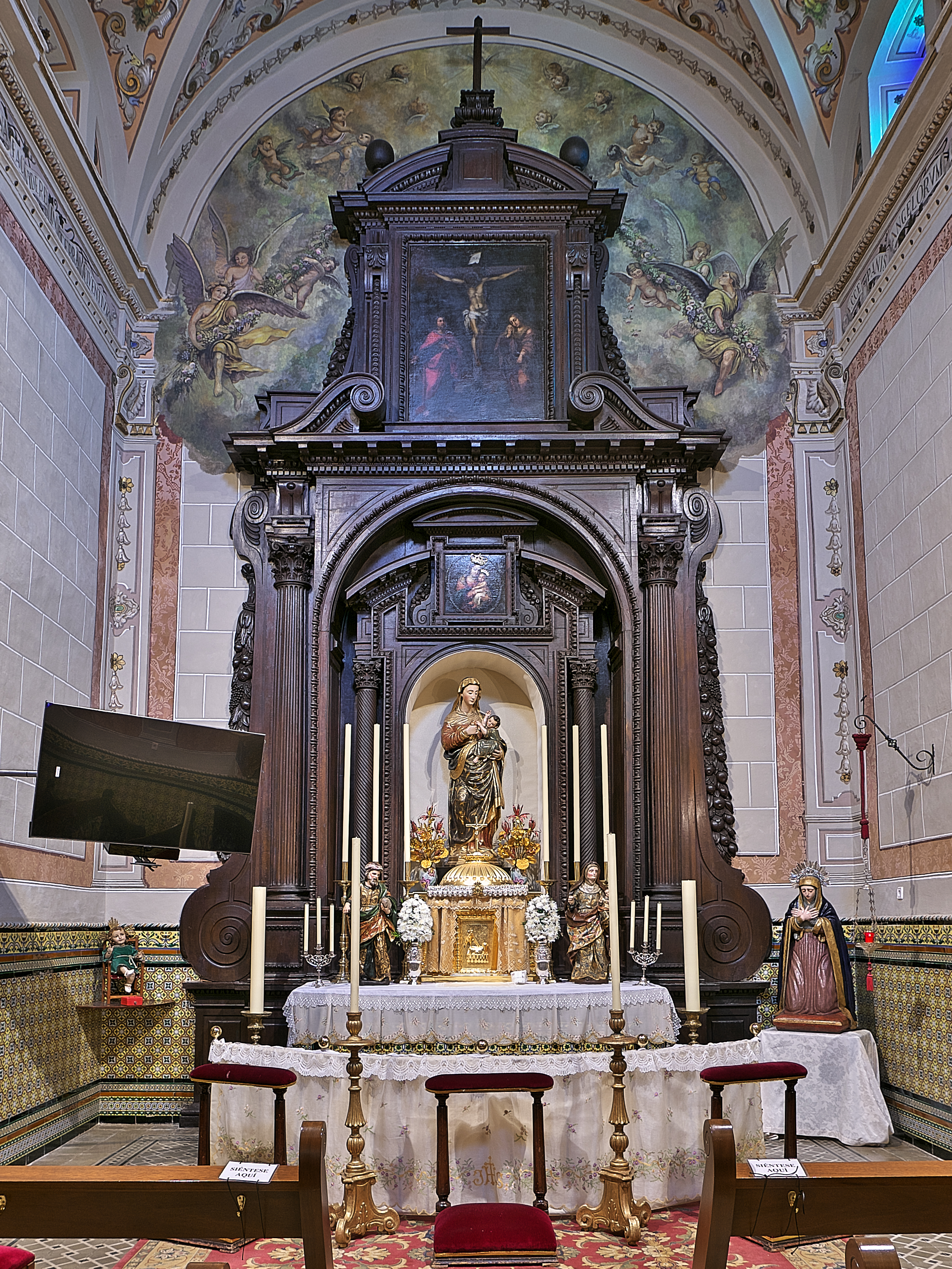
Iglesia de Santa María de las Nieves, retablo de Juan Martínez Montañés

- Ermita de Castilleja de Talhara: Construida en el siglo XIV se trata de una de las iglesias mudéjares de mayor interés en el Aljarafe por sus proporciones. Delante de dichas ruinas se encuentra una cruz, situada sobre un pedestal de piedra en el que se encuentra una lápida en la que se puede leer cómo se fundó la villa de Castilleja de Talhara por Alfonso Fernández de Fuentes en 1369.
- Ermita de Gelo: Se encuentra en el tramo de carretera entre Bollullos y Aznalcázar, bajo la advocación de Nuestra Señora del Rocío. De estilo mudéjar, tiene tres naves de tres planos y fue construida en ladrillo con armaduras de madera. En 1274 es donada al Cabildo de la catedral de Sevilla
- Iglesia parroquial Santa María de las Nieves: Espacioso edificio, de una sola nave, al que en el siglo XVII se añadió otra. La nave central en sus orígenes es mudéjar. El edificio de la capilla se levantó junto al muro derecho de la capilla mayor de la iglesia, de origen mudéjar esta última, y fue reformada y ampliada en 1756, con el resultado de un espacio de planta rectangular. Actualmente ha sido restaurada y vuelta al color original de su fachada.

### Civil

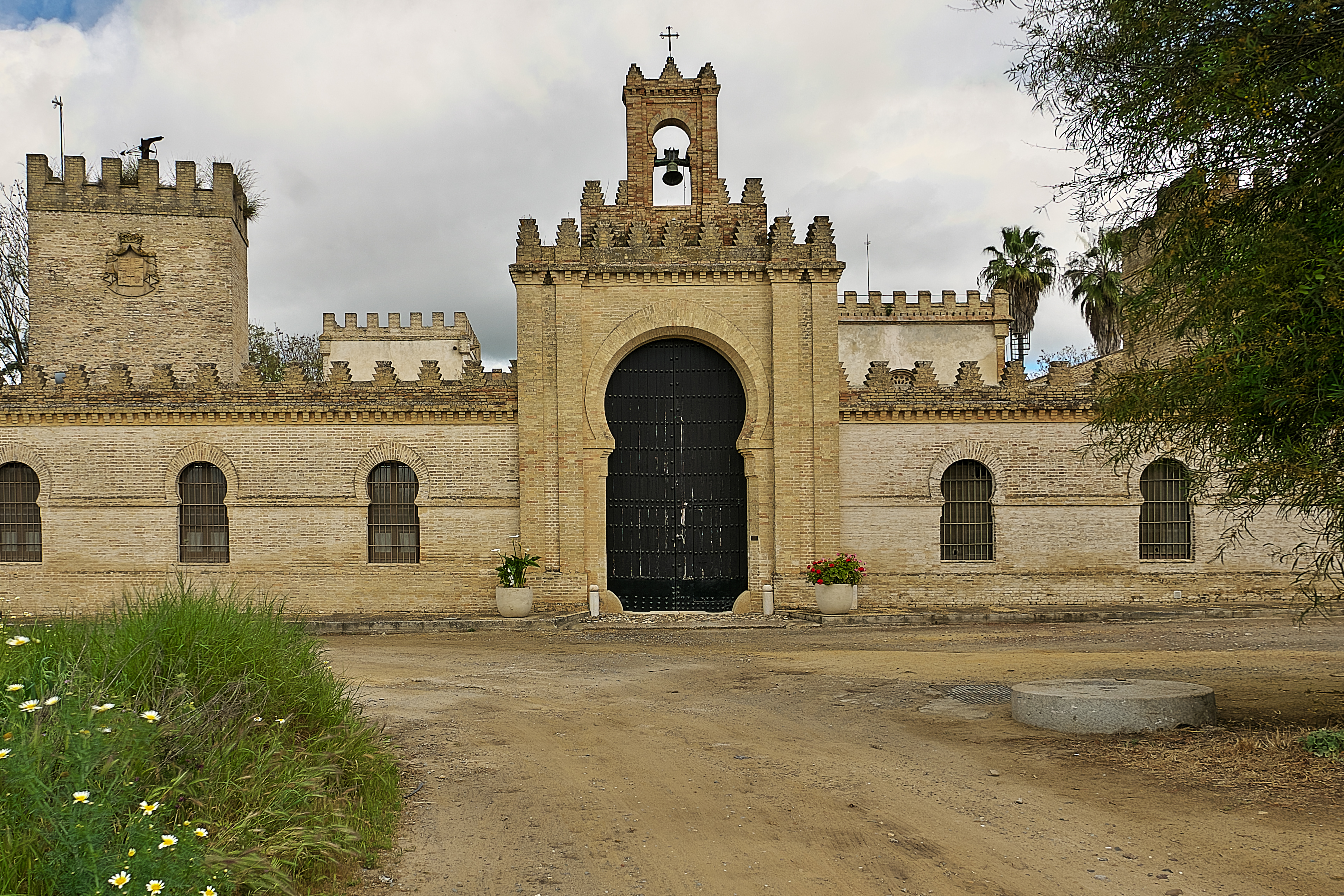
Hacienda de Castilleja de Talhara

- Casa Palacio: Actualmente se halla dividido en dos partes: una propiedad privada en la que destaca una arquería mudéjar, y otra propiedad municipal, que ha sido restaurada recientemente, que cuenta que una arquería barroca. Actualmente, y desde el verano de 2008, se encuentra ubicado en este edificio el Hogar del Pensionista y pronto acogerá un Centro Público de Acceso a Internet o Centro Guadalinfo (promovido por el ayuntamiento) y dependencias municipales (Juzgado de Paz, Agencia de Desarrollo Local y Servicios Sociales).
- Torres de molino: Existen varias diseminadas por el pueblo.
- Hacienda de Castilleja de Talhara: Está situada junto a la ermita del mismo nombre a pocos kilómetros de la localidad. Se trata de una obra fundamentalmente de finales del siglo XIX, aunque se aprecian en ella varias fases. Está construida en estilo neomudéjar, intentando recuperar el estilo de la ermita. Así, el material empleado es el ladrillo, y presenta arcos de herraduras en puertas y ventanas, así como almenas escalonadas en la parte superior de los muros.

## Cultura

### Hermandades
- Hermandad de la Vera+Cruz. 1511

Se desconoce el año de fundación de la Hermandad, aunque sus Reglas más antiguas son del año 1722, el paso del tiempo las ha dejado prácticamente irreconocibles aunque, por fortuna existe una copia de éstas del año 1888 en donde se hace constar que se desconoce la fecha de fundación pero que "por escrituras y papeles del año mil quinientos once se tiene alguna noticia della" (literalmente) pues ya en aquel año "tuvo reglas aprobadas por donde regirse". Por esto desde siempre los historiadores han afirmado que el año 1511 es el primero que se conoce en su historia. Basándose en los documentos y libros de reglas antiguos que posee la hermandad, el Cardenal Arzobispo de Sevilla, Fray Carlos Amigo Vallejo, promulgó en 2005 Decreto de Erección Canónica en el que se recoge el año 1511 como el primero que se conoce en la historia de la Hermandad. De hecho, al final del libro de reglas de 1888 aparece un acta de aprobación de las Reglas y "todo lo que en ellas se contiene" del Cardenal Arzobispo de Sevilla durante una Visita Pastoral a Benacazón, fechada del 22 de abril de 1912. Juntas de Gobierno anteriores también se hicieron eco de esta fecha como dato cierto y así, en el año 1986, la Hermandad celebró el 475 aniversario de la Primera referencia Histórica de la Hermandad. En el año 2011 se cumplirán por tanto Cinco Siglos de sentimiento veracrucero en Benacazón y la Hermandad lo celebrará por todo lo alto. Como acto fundamental de esta efeméride, siendo al tiempo uno de los primeros que se realicen en 2011, La Hermandad será recibida en audiencia general por su santidad el Papa Benedicto XVI en la Ciudad del Vaticano a las 10 de la mañana del próximo día 12 de enero.
Sus titulares son: el Stmo Cristo de la Vera-Cruz, impresionante imagen anónima del siglo XVI de autor anónimo. Está realizado en telas de lino encoladas sobre una estructura de madera. Es de estilo manierista que guarda reminiscencias góticas visibles en su pelo natural y en la enagüilla, faldellín o columbario de tela bordado y Nuestra Señora de los Dolores, imagen de candelero, que anteriormente procesionaba de rodillas y con las manos entrelazadas, atribuida a Cristóbal Ramos Tello, del siglo XVIII. 
En su capilla también se encuentran otras imágenes: 
- - Virgen de la Sangre. Antigua titular de la hermandad que fue sustituida en el siglo XVIII por la actual dolorosa. Es una imagen de candelero con las manos en forma de tenedor, como se suele decir. Aunque es dolorosa, suele portar un niño en sus brazos.
  - Virgen del Amparo. Imagen de talla completa de unos 50 cm que se usa para conformar el altar de la Hermandad en la procesión del Corpus.
  - San Juanito. Pequeña imagen que representa a Juan Bautista Niño. Es el titular del Grupo Joven de la Hermandad y, en la función de la iglesia, aparece vestido de nazareno con los hábitos de la hermandad.
  - Nuestro Padre Jesús de la Salud en su Resurrección. Imagen de talla reciente, obra de un imaginero que se la regaló a la hermandad. Esta imagen no procesiona ni ha sido nunca -de momento- objetivo de la Hermandad el que lo hiciera.
- 'Hermandad de la Soledad. 1584'

Aunque sus primeras reglas datan del 1871, en ellas se hacen mención de otras muchos más antiguas del año 1584 que desaparecieron. 
Esta hermandad es el resultado de la fusión en dicho año 1584 de la Hermandad del Santo Entierro y de la Hermandad de Ntra Sra de la Soledad en la iglesia parroquial, un 13 de abril. La Hermandad tiene su sede en la capilla de la Soledad sita en la plaza de la Constitución, antiguo Hospital de Sangre del Glorioso San Sebastián y que, a pesar de los pleitos actuales entre las dos hermandades de penitencia de la localidad, no perteneció nunca a ninguna de las dos. Sus titulares son: 
- - Stmo. Cristo Yacente. Imagen articulada de autor anónimo del siglo XV atribuido a la Escuela Castellana. Es uno de los pocos cristos articulados que quedan en la provincia y es descendido de la cruz al sepulcro el Lunes Santo.
  - Ntra Sra de la Soledad. Preciosa talla de candelero atribuida al círculo de Luísa Roldán "La Roldana". Ha sufrido varias restauraciones a lo largo de la historia que, aunque increíble, han modificado muy poco su rostro. Es miembro honorario de la corporación municipal y fue la primera imagen mariana benacazonera en recibir la Medalla de Oro de la Villa.
  - Inmaculada Concepción. Imagen de candelero atribuida a "La Roldana" que procesiona el Domingo de Resurrección. Es conocida popularmente como la Purecita.
  - Niño de Dios. Pequeña imagen atribuida a Martínez Montañés que procesiona el Domingo de Resurrección portada por los niños del pueblo. En la función de la iglesia de la Hermandad, aparece vestido de acólito, con los colores representativos de la hermandad.

Tanto la Purecita como el Niño de Dios, son los titulares del Grupo Joven de la Hermandad, que ha sido recientemente refundado por los jóvenes soleaeros.
- Hermandad del Rosario. 1732

Hermandad de gloria fundada en el año 1732, sus primitivas Reglas fueron aprobadas el 9 de febrero de 1732. En el año 1747 la Orden de Predicadores de Santo Domingo la aprueba como Cofradía Dominica. Gozó de gran auge durante el siglo XVIII y XIX como demuestra la multitud de enseres de la época que se conservan. En 1939 se pierde la primitiva Imagen de la Virgen del Rosario en un incendio de su altar, encargándose una nueva talla al escultor Antonio Catillo Lastrucci. En los años siguiente la Hermandad cae en decadencia, aunque nunca se llega a perder la procesión y los cultos de la Virgen en el mes de octubre. Tras varios intentos de reorganización, en 1984 se reorganiza la Hermandad aprobándose nuevas Reglas en el año 2003. 
Su titular es Nuestra Señora del Rosario, preciosa y perfecta talla, así como la imagen del niño fue realizada por Castillo Lastrucci en el año 1939, en 2012/2013 fue restaurada por el escultor Fernando Murciano Abad.
Procesiona el sábado más cercano al 7 de octubre como se especifica en fiestas. El Rosario.
- Hermandad del Rocío. 1915

Aunque oficialmente se fundó en 1915 y peregrinó por primera vez en 1916, se cree que los benacazoneros peregrinaban desde los comienzos de la romería hasta la aldea almonteña para rendir culto a la Virgen del Rocío. 
Actualmente es la filial n.º 13 y tiene su Casa-Hdad propia en la aldea. 
Posee 2 simpecados: el "nuevo", realizado en 1956 sobre tela azul con adornos en plata y que es el que actualmente preside la carreta de madera blanca de la hermandad. Se venera en la iglesia parroquial. 
El otro simpecado es el "viejo", con el que se realizó la primera peregrinación. Está muy deteriorado y a duras penas se puede observar su color y la estampa de la Blanca Paloma. Se venera en la Casa-Hdad que la Hermandad tiene en la plaza de la Constitución, montado sobre la carreta. 
Comienza el camino hacia el Rocío el miércoles antes de Pentecostés. Su hermandad madrina es la de Villamanrique, a la que se presenta todos los años a su paso por la localidad.
Cabe resaltar que los benacazoneros fueron los primeros en subir la escalinata de la iglesia de Villamanrique con su carreta rociera, y después, el resto de hermandades siguieron su ejemplo.

### Fiestas
- Cabalgata de Reyes. Se celebra el 5 de enero. El cortejo está formado por unas 8 carrozas montadas por las diferentes hermandades del pueblo, asociaciones, particulares y el Ayuntamiento.

Como novedad en la Cabalgata, desde el año 2008 el Ayuntamiento promovió una iniciativa para entusiasmar aún más a los más pequeños, como es la instalación de tronos para los Reyes Magos en la plaza Blas Infante (plaza del Ayuntamiento), en donde después del recorrido del cortejo. Niño a niño van pasando por delante de los mismos recibiendo un regalo de manos de SS.MM. los Reyes Magos de Oriente.
- Semana Santa. La Semana Santa en Benacazón se vive de manera muy especial el Jueves y Viernes Santo, con las procesiones de la Vera-Cruz y Soledad, respectivamente.

Ambas hermandades son muy antiguas: Vera-Cruz (1511) y Soledad (1584).
Los mejores momentos de la Semana de Pasión se viven el jueves y viernes cuando ambas hermandades llegan a la popular esquina de "Perico la Gallia", donde hace 2 revirás seguidas. 
El Domingo de Resurrección tiene lugar la procesión del Niño de Dios y la Inmaculada Concepción, conocida popularmente como La Purecita. El paso del Niño Dios es portado por jóvenes de 12 años y sale desde la iglesia parroquial, a la que ha sido trasladado la noche del Sábado Santo. 
La Purecita sale desde la capilla de la Soledad y llega a la iglesia para que el Niño Dios haga su salida. Tras ello, hacen el recorrido por el pueblo.
- El Rocío. Benacazón es rociero desde hace bastante tiempo. Posee una Hermandad del Rocío que fue fundada en 1915 y es la filial n.º 13.(Desconociéndose porqué no es el 11).

Sale hacia la aldea el miércoles antes de Pentecostés, pasando por Villamanrique, donde la recibe su hermandad madrina, el Quema y llega a la aldea.
- Las Nieves. Así se conocen las fiestas patronales y feria en honor a la Virgen de las Nieves.

Para ello, se instala un recinto ferial en el parque municipal dotado de un sistema de microclima puesto en marcha en 2007 para aliviar el calor; hay una caseta municipal donde hay actuaciones y servicio de bar y además de otras 50 casetas de particulares. 
El primero día de feria, conocido como "Día de la Cena" es cuando se hace la cena de gala en las casetas particulares, continuándose la fiesta hasta altas horas de la madrugada. El 4 de agosto es el "Día de la Víspera" y tiene lugar el Santo Rosario por las calles del pueblo. A las 8 de la mañana del 5 de agosto, "Día de la Virgen de las Nieves", se realiza la popular diana. La diana consiste en despertar a los vecinos para recordarles que por la mañana es la Función Principal de la patrona. Una banda ameniza la diana mientras los jóvenes del pueblo bailan a su son. El día 5 por la tarde, procesiona Ntra. Sra. de las Nieves. El día 6, o "Dia del Romerito" es el traslado de la Virgen a la barriada del Prado, donde se le reza la salve. A las 12 de la noche se tiran los Fuegos Artificiales y más tarde se recoge la imagen mariana dando por concluida las fiestas.
- El Rosario. Son las fiestas en honor de Ntra Sra del Rosario, titular de la Hermandad del Rosario.

Ntra. Sra. del Rosario procesiona el sábado más cercano al 7 de octubre, por la mañana la Hermandad celebra su Función Principal de Instituto, la semana anterior se celebra el Besamanos, Triduo a la Virgen y el Santo Rosario con el Simpecado en l víspera del día de la procesión. 
En el parque municipal, se instala una Caseta donde se realizan concursos, actuaciones y demás para disfrute de los benacazoneros.
- "To Santo" (Día de Todos los Santos). Es una fiesta nata de Benacazón. El día 1 de noviembre, el pueblo pasa un día de convivencia en el campo (en el pinar de Aznalcázar), lo que se denomina coloquialmente: "echar los santos".
- Fiesta del Día de Andalucía (28 de febrero)

Esta fiesta institucional, organizada por el propio Ayuntamiento, consiste en cantar el himno de Andalucía en la plaza Blas Infante y posteriormente el traslado hacia el parque municipal, donde se comparte una comida entre todos los asistentes.
Días antes del 28 de febrero se hace entrega de un obsequio a los jóvenes benacazoneros que cumplen en el año en curso la mayoría de edad.